# Sale temps pour les mouches
Pour l'album de la série Lanfeust des Étoiles, voir Les Buveurs de mondes.
Pour plus de détails, voir Fiche technique et Distribution.
Sale temps pour les mouches est un film français de Guy Lefranc, sorti en 1966.

## Synopsis
Des savants atomistes de renom sont enlevés sur le sol français. Le commissaire San-Antonio et son fidèle adjoint Bérurier s'infiltrent dans un gang soupçonné de tremper dans l'affaire, afin de remonter la filière.

## Fiche technique
- Titre : Sale temps pour les mouches
- Titre complet : Commissaire San-Antonio : Sale temps pour les mouches !
- Réalisation : Guy Lefranc assisté de Maurice Delbez
- Adaptation : Guy Lionel et Gilles Morris-Dumoulin, d'après le personnage de San-Antonio, imaginé par Frédéric Dard
- Dialogues : Michel Audiard
- Décors : Jacques d'Ovidio
- Photographie : Didier Tarot
- Son : Jean Labussière
- Montage : Robert Isnardon
- Mixage : Paul Boistelle
- Musique : Jo Moutet
- Production : Jacques Roitfeld ; Guy Lacourt (directeur de production)
- Société de distribution : C.C.F.C
- Format : Couleurs (Eastmancolor) - 35 mm - 2,35:1 (Techniscope) - Son mono
- Enregistrement sonore : Pathé-Studio-Cinéma
- Tirage : Laboratoire Franay, L.T.C Saint-Cloud
- Pays :  France
- Genre : Comédie policière
- Durée : 89 minutes
- Date de sortie : 
  - France- 23 décembre 1966
- Box-office France : 1 778 913 entrées[1],[2]

## Distribution
- Gérard Barray : le commissaire San-Antonio
- Jean Richard : l'inspecteur principal Bérurier
- Patricia Viterbo : Sylvie Gérard
- Nicole Maurey : Eva Delagrange
- Paul Préboist : l'inspecteur Pinaud
- Philippe Clay : Pierre Mazaud, dit « Félix »
- Gérard Darrieu : Neunoeil
- François Cadet : Monsieur Paul, le caïd
- Jean Michaud : Stéphane Maresco
- Georges Bellec
- David Gerson
- Gaston Woignez
- Jacques Schaeffer
- Patricia Karim  : la barmaid
- Hélène Rémy : Mado
- Danielle Dubreuil
- Karyn Balm : la secrétaire d'Eva
- Maryse Martin : la garde-barrières
- Jenny Orléans : Berthe Berrurier
- Marie-Noelle
- Pierre Moncorbier : l'homme au café
- Max Amyl : le médecin de la police
- Paul Rieger
- Yves Gabrielli
- Marcel Gassouk : le parieur « instinctif »
- Jean Galland : Le Vieux
- Raymond Jourdan : l'acheteur zurichois
- Robert Le Béal : le médecin "anésthésiste"
- Pierre Lecomte
- Jean-Paul Moulinot : le général André Pujol
- Yvan Chiffre : le chauffeur de Bérurier
- Robert Blome : un homme au buffet
- André Bellec
- René Lefèvre-Bel : un inspecteur
- Gérard Montaut

## Autour du film
Le film est l'adaptation à l'écran du livre Messieurs les Hommes, de Frédéric Dard, paru en 1955 dans la collection Spécial-Police sous le numéro 67, aux éditions Fleuve noir.
Trois autres films ont été adaptés de l'œuvre de Frédéric Dard : Béru et ces dames de Guy Lefranc en 1968 avec les mêmes comédiens, San-Antonio ne pense qu'à ça en 1981 et San-Antonio en 2004.
Le film a été tourné à Paris, dans le département de la Seine-Maritime, le département de l'Essonne, le département des Yvelines et le département des Hauts-de-Seine